# Stefan Van Den Broek
Stefan Van Den Broek (16 september 1972) is een Belgische voormalige atleet, die gespecialiseerd was in de lange afstand en het veldlopen. Hij nam eenmaal deel aan de wereldkampioenschappen veldlopen en werd viermaal Belgisch kampioen.

## Loopbaan
Van Den Broek nam in 1996, 1997 en 1999 deel aan de Europese kampioenschappen veldlopen. Hij behaalde een negentiende plaats als beste resultaat. In 2000 werd hij tweede op het Belgisch kampioenschap en werd hij geselecteerd voor de wereldkampioenschappen. Hij werd vierenvijftigste. In 2001 nam hij voor de vierde keer deel aan de Europese kampioenschappen.
In 2001 werd Van Den Broek voor het eerst Belgisch kampioen op de 10.000 m. In 2005 volgde een titel op de 5000 m. In 2009 en 2010 veroverde hij een tweede en derde Belgische titel op de 10.000 m.
In 2010 won Van Den Broek ook de Antwerp 10 Miles.
Van Den Broek was aangesloten bij Bonheiden AC en Lierse AC.

## Belgische kampioenschappen
| Onderdeel | Jaar             |
| --------- | ---------------- |
| 5000 m    | 2005             |
| 10.000 m  | 2001, 2009, 2010 |

## Persoonlijke records
Baan
| Onderdeel | Prestatie | Datum        | Plaats         |
| --------- | --------- | ------------ | -------------- |
| 3000 m    | 8.09,20   | 22 mei 1999  | Duffel         |
| 5000 m    | 13.47,58  | 14 juli 2001 | Heusden-Zolder |
| 10.000 m  | 29.21,66  | 27 juni 2001 | Duffel         |

Weg
| Onderdeel      | Prestatie | Datum         | Plaats              |
| -------------- | --------- | ------------- | ------------------- |
| 10 km          | 28.54     | 1 mei 2006    | Knokke              |
| 15 km          | 44.57     | 5 mei 2002    | Breda               |
| 10 mijl        | 47.28     | 27 april 2003 | Antwerpen           |
| 20 km          | 1:00.29   | 7 maart 2010  | Alphen aan den Rijn |
| halve marathon | 1:03.55   | 16 mei 2010   | Leiden              |

## Palmares

### 5000 m
- 2002:  BK AC - 13.56,81
- 2005:  BK AC - 14.16,34

### 10.000 m
- 2001:  BK AC in Duffel - 29.21,66
- 2002:  BK AC in Seraing - 29.38,33
- 2006:  BK AC in Eigenbrakel - 30.26,22
- 2007:  BK AC in Duffel - 30.00,57
- 2008:  BK AC in Jambes - 30.00,60
- 2009:  BK AC in Machelen - 29.55,13
- 2010:  BK AC in Naimette-Xhovémont - 29.54,47

### 10 mijl
- 2010:  Antwerp 10 Miles - 49.22

### halve marathon
- 2011:  halve marathon van Utrecht - 1:07.52
- 2016:  Drechtstadloop, Dordrecht - 1:07.50

### veldlopen
- 1996: 55e EK in Monceau-Sur-Sambre
- 1997: 38e EK in Oeiras
- 1999: 19e EK in Velenje
- 2000:  BK AC in Oostende
- 2000: 54e WK in Vilamoura
- 2001: 49e EK in Thün